# Xantholeon manselli
Xantholeon manselli är en insektsart som beskrevs av Tim R. New 1985. Xantholeon manselli ingår i släktet Xantholeon och familjen myrlejonsländor. Inga underarter finns listade i Catalogue of Life.